# Tomáš Souček
Tomáš Souček (1995. február 27. –) cseh labdarúgó, jelenleg az angol labdarúgó-bajnokság első osztályában szereplő West Ham United és a cseh válogatott védekező középpályásaként játszik.

## Pályafutása

### Klubcsapatokban

#### Slavia Praha
10 évesen a Slavia Praha ifjúsági csapatában kezdett el futballozni. Ekkor két másodosztályú klubnál, a Frýdek-Místeknél és a Vlašimnál is próbajátékon volt, de nem akarták szerződtetni. A Viktoria Žižkov edzője, Jindřich Trpišovský megnézte Souček játékát és bár nem volt meggyőződve a képességeiről, de meggyőzte a csapatot, hogy adjanak neki lehetőséget, ami a klubnak végül semmibe sem került. 2015. március 8-án debütált a bajnokságban a Viktoria Žižkov kölcsönjátékosaként; az 1-2-es vereség alkalmával az FC Fastav Zlín ellen szerepelt. Első bajnoki gólját 2015. augusztus 16-án szerezte a Slavia 4–0-s hazai győzelmekor az FC Vysočina Jihlava ellen.
2015-ben verekedte be magát a Slavia első csapatába, és a 2015–2016-os bajnoki kiírásban 30 bajnoki mérkőzésből 29-en játszott a csapatban. A 2016-17-es szezonban azonban Michael Ngadeu-Ngadjui érkezése miatt elveszítette helyét az első csapatban, és 2016 szeptembere és decembere között három hónap alatt mindössze 93 percet játszott. Így a téli átigazolási időszakban kölcsönbe a Slovan Liberechez került.
2018. május 9-én ő is játszott, amikor a Slavia megnyerte a 2017-18-as Cseh Kupa döntőjét a Jablonec ellen.
A 2018-19-es szezonban a Slaviával duplázott és elnyerte az év cseh első ligás játékosa díjat. 2019. június 17-én 2024-ig meghosszabbította szerződését a csapatával.

#### West Ham United
2020. január 29-én a Premier League-ben szereplő West Ham Unitedhez szerződött, a 2019–2020-as szezon végéig szóló kölcsönszerződéssel, és a nyáron opciós joggal, amellyel a klub véglegesítheti az átigazolást. 2020. július 1-jén a Chelsea ellen 3–2-re megnyert mérkőzésen megszerezte első gólját a West Ham színeiben, miután korábban, ugyanabban a félidőben a videóbíró érvénytelenítette a találatát. A West Ham következő bajnoki mérkőzésén ismét gólt szerzett, amivel 2–1-es vezetést szerzett csapatának a Newcastle United ellen, a végül 2–2-vel végződő idegenbeli döntetlen alkalmával. 2020. július 24-én a West Ham bejelentette Souček végleges szerződtetését négyéves szerződéssel, mintegy 21 millió euró (19 millió font) ellenében. 2020 augusztusában megkapta a cseh Aranylabdát. 2021. január 1-jén Souček szerezte a 2021-es év első Premier League-gólját, amikor együttese 1–0 arányban legyőzte az Evertont a Goodison Parkban. A Fulham elleni február 6-i mérkőzés hosszabbításában ellentmondásos módon kiállították, miután a VAR szerint arcon ütötte Aleksandar Mitrović-ot; Mike Dean játékvezető döntését a játékos több csapattársa, David Moyes menedzser és számos szakértő kritizálta, és kiálltak Souček ártatlansága mellett. A West Ham fellebbezést indított a döntés megváltoztatása érdekében az esetet követően, február 8-án a piros lapot visszavonták. A 2020–21-es szezont Michail Antonióval holtversenyben a házi góllövőlista élén zárta, mindketten 10 gólt szereztek. A szakértők minden várakozását felülmúló, egy ideig Bajnokok Ligáját érő pozícióban is tartózkodó, végül a bajnokság 6. helyen végző együttes alapembere volt.

### A válogatottban
Több ifjúsági korosztályban is képviselte Csehországot, az U21-es cseh válogatott mindhárom mérkőzésén szerepelt a 2017-es U21-es labdarúgó-Európa-bajnokságon. 2016. november 15-én debütált a válogatottban a Dánia elleni barátságos mérkőzésen. Tétmeccsen 2017. június 10-én debütált, a Norvégia ellen idegenben elért 1–1-es döntetlen alkalmával, a 2018-as világbajnokság selejtezőjében.
2021. március 24-én mesterhármast ért el az Észtország ellen 6–2-re megnyert világbajnoki selejtezőn. 2024. május 28-án Ivan Hašek meghívta a 2024-es labdarúgó-Európa-bajnokságra utazó válogatott keretbe.

## Játékstílusa
Energikus box-to-box középpályásként szerzett magának elismertséget, aki védekező és támadó tulajdonságokkal egyaránt rendelkezik. Magasságáról és erős fizikumáról is ismert. José Mourinho Marouane Fellainihez hasonlította a rögzített szituációkból való fejelőképessége miatt.

## Statisztikái

### Klub
2023. június 7-i adatok alapján.
| Csapat                       | Szezon                     | Bajnokság                  | Bajnokság | Bajnokság | Nemzeti Kupa | Nemzeti Kupa | Ligakupa | Ligakupa | Európai kupa | Európai kupa | Egyéb    | Egyéb | Összesen | Összesen |
| Csapat                       | Szezon                     | Osztály                    | Mérkőzés  | Gólok     | Mérkőzés     | Gólok        | Mérkőzés | Gólok    | Mérkőzés     | Gólok        | Mérkőzés | Gólok | Mérkőzés | Gólok    |
| ---------------------------- | -------------------------- | -------------------------- | --------- | --------- | ------------ | ------------ | -------- | -------- | ------------ | ------------ | -------- | ----- | -------- | -------- |
| Slavia Praha                 | 2015–2016                  | Cseh első osztály          | 29        | 7         | 2            | 0            | —        | —        | —            | —            | —        | —     | 31       | 7        |
| Slavia Praha                 | 2016–2017                  | Cseh első osztály          | 7         | 0         | 1            | 0            | —        | —        | 5            | 0            | —        | —     | 13       | 0        |
| Slavia Praha                 | 2017–2018                  | Cseh első osztály          | 27        | 3         | 4            | 0            | —        | —        | 8            | 0            | —        | —     | 39       | 3        |
| Slavia Praha                 | 2018–2019                  | Cseh első osztály          | 34        | 13        | 2            | 3            | —        | —        | 13           | 2            | —        | —     | 49       | 18       |
| Slavia Praha                 | 2019–2020                  | Cseh első osztály          | 17        | 8         | 0            | 0            | —        | —        | 8            | 2            | 1        | 2     | 26       | 12       |
| Slavia Praha                 | Összesen                   | Összesen                   | 114       | 31        | 9            | 3            | —        | —        | 34           | 4            | 1        | 2     | 158      | 40       |
| Viktoria Žižkov (kölcsönben) | 2014–2015                  | Cseh másodosztály          | 14        | 0         | 0            | 0            | —        | —        | —            | —            | —        | —     | 14       | 0        |
| Slovan Liberec (kölcsönben)  | 2016–2017                  | Cseh első osztály          | 12        | 0         | 1            | 0            | —        | —        | —            | —            | —        | —     | 13       | 0        |
| West Ham United (kölcsönben) | 2019–2020                  | Premier League             | 13        | 3         | —            | —            | —        | —        | —            | —            | —        | —     | 13       | 3        |
| West Ham United              | 2020–2021                  | Premier League             | 38        | 10        | 3            | 0            | 0        | 0        | —            | —            | —        | —     | 41       | 10       |
| West Ham United              | 2021–2022                  | Premier League             | 35        | 5         | 3            | 0            | 2        | 0        | 11           | 1            | —        | —     | 51       | 6        |
| West Ham United              | 2022–2023                  | Premier League             | 36        | 2         | 3            | 0            | 0        | 0        | 11           | 1            | —        | —     | 50       | 3        |
| West Ham United              | Összesen                   | Összesen                   | 122       | 20        | 9            | 0            | 2        | 0        | 22           | 2            | 0        | 0     | 155      | 22       |
| Pályafutása során összesen   | Pályafutása során összesen | Pályafutása során összesen | 261       | 51        | 19           | 3            | 2        | 0        | 56           | 6            | 1        | 2     | 344      | 62       |

### Góljai a válogatottban
2023. március 28-i adatok alapján.
| # | Dátum                | Helyszín                                         | Ellenfél    | Találat | Végeredmény | Kiírás                               |
| - | -------------------- | ------------------------------------------------ | ----------- | ------- | ----------- | ------------------------------------ |
| 1 | 2017. november 8.    | Abdullah bin Khalifa Stadion, Doha, Katar        | Izland      | 1–0     | 2–1         | Barátságos mérkőzés                  |
| 2 | 2018. szeptember 10. | Rosztov Aréna, Rosztov-na-Donu, Oroszország      | Oroszország | 1–3     | 1–5         | Barátságos mérkőzés                  |
| 3 | 2019. szeptember 10. | Podgoricai Városi Stadion, Podgorica, Montenegró | Montenegró  | 1–0     | 3–0         | 2020-as EB-selejtező                 |
| 4 | 2020. november 18.   | Doosan Arena, Plzeň, Csehország                  | Szlovákia   | 1–0     | 2–0         | 2020–21-es Nemzetek Ligája B divízió |
| 5 | 2021. március 24.    | Lublin Arena, Lublin, Lengyelország              | Észtország  | 3–1     | 6–2         | 2022-es labdarúgó-VB-selejtező       |
| 6 | 2021. március 24.    | Lublin Arena, Lublin, Lengyelország              | Észtország  | 4–1     | 6–2         | 2022-es labdarúgó-VB-selejtező       |
| 7 | 2021. március 24.    | Lublin Arena, Lublin, Lengyelország              | Észtország  | 5–1     | 6–2         | 2022-es labdarúgó-VB-selejtező       |
| 8 | 2021. november 11.   | Andrův Stadion, Olomouc, Csehország              | Kuvait      | 4–0     | 7–0         | Barátságos mérkőzés                  |
| 9 | 2022. március 29.    | Cardiff City Stadion, Cardiff, Wales             | Wales       | 1–0     | 1–1         | Barátságos mérkőzés                  |

## Sikerei, díjai

### Klub
Slavia Praha
- Cseh első osztály bajnok: 2016–2017,  2018–2019
- Cseh labdarúgókupa győztes: 2017–2018,  2018–2019

West Ham United
- UEFA Konferencia Liga győztes: 2022–2023[29]

### Egyéni
- Az év cseh labdarúgója: 2019,[30] 2020[31]
- Cseh aranylabda: 2020,[32] 2021[33]
- West Ham United – Az év játékosa: 2020–21[34]

### Nemzetközi
- China Cup bronzérmes: 2018[35]

## Fordítás
Ez a szócikk részben vagy egészben  a   Tomáš Souček című angol Wikipédia-szócikk ezen változatának fordításán alapul.  Az eredeti cikk szerkesztőit annak laptörténete sorolja fel. Ez a jelzés csupán a megfogalmazás eredetét és a szerzői jogokat jelzi, nem szolgál a cikkben szereplő információk forrásmegjelöléseként.